# Адапа
Адапа — у шумеро-аккадській міфології один із семи апкаллу (первісних і допотопних мудреців у клинописних знаннях), які вийшли з моря, щоб наставляти людство та допомагати засновувати міста, і залишалися у месопотамській свідомості понад дві тисячі років. Адапа був мешканцем Еріду, першого міста, яке отримало царство і допомагав богу Енкі у божих справах. Йому приписують кілька творів, серед яких серія про небесні знаки, і він є головним героєм легенди, відомої з багатьох джерел, що охоплює тисячоліття.
У деяких джерелах Адапу називають «Адапа Уан» (Оанн), в інших ідентифікують з радником (а також священиком та екзорцистом) першого царя Еріду, міфічного Алілума.

## Легенда про Адапу

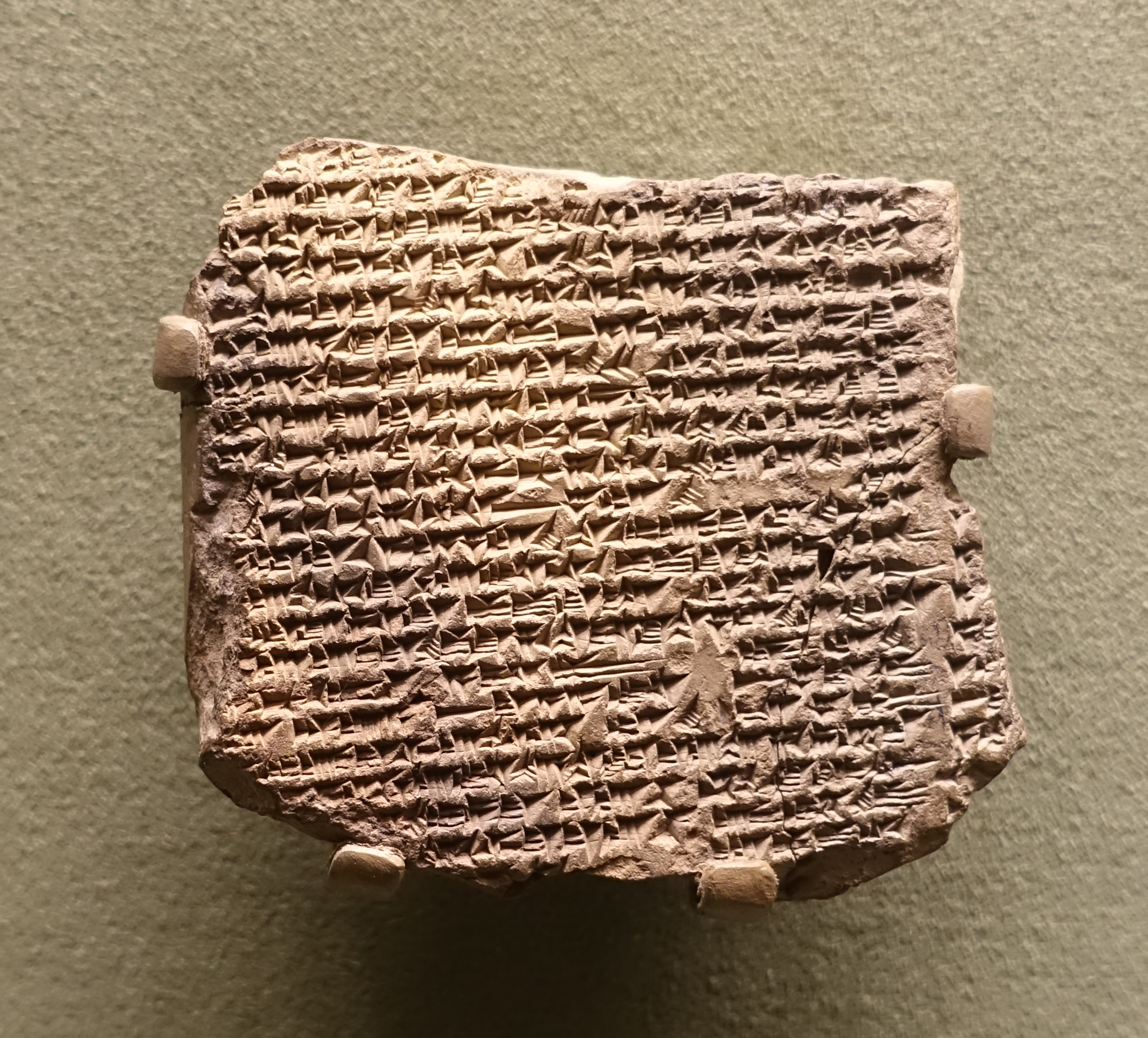
Знайдений фрагмент

Найповнішим і найвідомішим зразком «Легенди про Адапу» був знайдена у канцелярії єгипетського фараона Ехнатона у Тель-ель-Амарні, який служив для навчання єгипетських писарів клинопису. Датується XIV ст. до н.е. Вона пояснює природу смерті та описує широко поширений у світовому фольклорі мотив: втрата людиною безсмертя у результаті її ж помилки. 
У тихий день, коли Адапа ловив рибу від імені свого бога-покровителя Енкі, подув Південний вітер, перекинувши його човен. Адапа проклинає його, ламаючи крила і, ймовірно, порушуючи хід природи. Коли Адапу викликають перед богом Ану (богом неба), Енкі наказує йому поводитися перед божественним трибуналом: «Вони запропонують тобі їжу смерті, але ти не повинен їсти; вони запропонують тобі воду смерті, але ти не повинен пити».
Натомість Ану пропонує Адапі «їжу/воду життя». Але Адапа, дотримуючись настанов Енкі, відмовляється від них і таким чином втрачає можливість безсмертя, для себе і, можливо, також для свого виду. Бібліографія про Адапу багата на обговорення того, чи дає Енкі Адапі неправдиву інформацію, і чому. Чи бреше Ану про те, що він дає Адапі; і чи перегукується ця історія з невдачею Адама залишитися в раю.
На кожне питання було багато відповідей: Енкі обманює, бо богам потрібно, щоб люди залишалися смертними. Адапа неправильно зрозумів настанову Енкі, що він повинен був уникати їжі, лише якщо йому запропонують смертельну їжу. Ану насправді намагався вбити Адапу, і добре, що він не їв. Ану не навмисно обманював, а їжа, яку він пропонував, була гідною для богів, але, можливо, не для людей. Або, можливо, жоден з богів не обдурив Адапу: він не розпізнав гри слів, адже слово "мутум" означало і "смерть", і "людяність", залежно від довжини першої голосної.